# 欧诺迪·亨丽埃陶
欧诺迪·亨丽埃陶（匈牙利語：Ónodi Henrietta，1974年5月22日—），匈牙利女子体操运动员。她曾代表匈牙利参加1992年和1996年夏季奥林匹克运动会体操比赛，共获得一枚金牌和一枚银牌。